# Orazio Marucchi

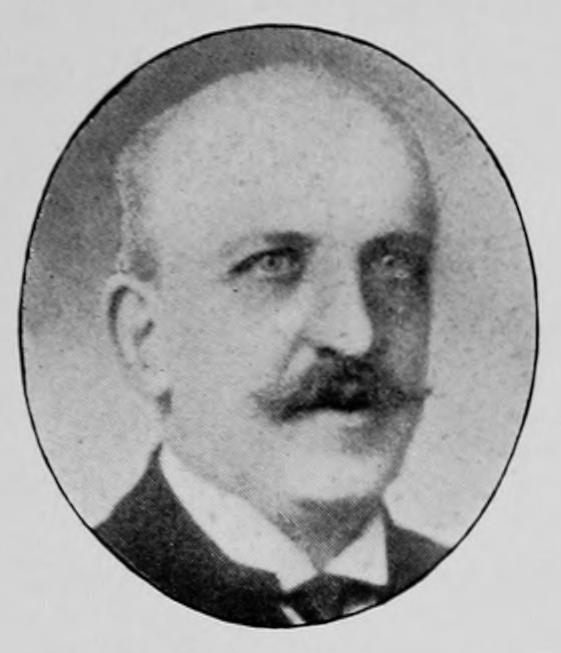
Orazio Marucchi

Orazio Marucchi (Roma, 10 novembre 1852 – Roma, 21 gennaio 1931) è stato un archeologo italiano.

## Biografia
Marucchi è l'autore del Manuale di archeologia cristiana. Fu professore di archeologia cristiana alla Sapienza e fu anche direttore dei musei cristiano e dell'egizio ai Musei Vaticani. Fu inoltre membro della Pontificia commissione di archeologia sacra.

## Opere
- Orazio Marucchi, Guida archeologica dell'antica Preneste, Tipografia della Pace di Filippo Cuggiani, 1885.
- Il Museo egizio vaticano, 1899
- Guida del cimitero di Callisto, 1902
- Guida del cimitero di Domitilla, 1902
- Orazio Marucchi, La basilica papale del cimitero di Priscilla, Roma, 1908.